# 네온-22
네온-22(Neon-22, 22Ne)는 네온 동위 원소의 일종으로, 원자핵이 양성자 10개와 중성자 12개로 구성되어 있다. 네온의 안정 동위 원소 3가지 중 하나이며, 원자 질량은 21.991385114(19), 자연존재비는 9.25%이다.

## 생성
네온-22는 항성에서 마그네슘-25가 중성자 포획을 거친 후, 알파 입자를 방출하면서 생성된 것으로 추정된다.
25Mg + 1n → 22Ne + 4He (알파 입자)
이밖에 네온-22는 플루오린-22, 플루오린-23, 나트륨-22의 방사성 붕괴를 통해 생성될 수도 있다.

## 이용
네온-22는 의료용 목적으로 사용되는 방사성 동위 원소인 나트륨-22를 생산할 때 사용된다. 이때 생성된 나트륨-22는 반감기가 약 2.6년으로, 최종적으로는 다시 네온-22로 붕괴한다.

## 같이 보기
- 네온 동위 원소
- 네온-20
- 네온-21
- 마그네슘-25
- 나트륨-22

| 가벼운 핵종 네온-21 | 네온의 동위 원소 | 무거운 핵종 네온-23 |

| 어미핵종: 플루오린-22 플루오린-23 나트륨-22 | 네온-22의 붕괴 사슬 | 없음 |